# Osteíte fibrosa cística
Osteíte fibrosa cística, osteodistrofia fibrosa ou Doença óssea de von Recklinghausen (não confundir com a Doença de von Recklinghausen dos nervos) é uma doença endócrina rara caracterizada por uma perda de massa óssea é progressivamente substituída por tecido fibroso (como uma cicatriz) e pela formação de tumores císticos marrons ao redor dos ossos. É uma complicação do hiperparatireoidismo avançado. 
A excessiva produção de hormônio da paratireóide(PTH) causa liberação dos depósitos de cálcio dos ossos e estimula a proliferação das células que produzem tecido fibroso (fibroblastos). Nesta patologia, existe uma tentativa por parte dos osteoclastos de reparar a destruição óssea, elevando, assim, o nível de fosfatase alcalina. 

## Causa
O hiperparatireoidismo geralemnte é desencadeado por um adenoma da paratireoide e fatores hereditários, raramente por carcinoma de paratireoide ou por osteodistrofia renal. A causa mais frequente (80-85% dos casos) é um adenoma secretor de PTH. . Nos casos genéticos a localização do principal gene defeituoso responsável é em 17q12-q22 de transmissão autossômica dominante.

## Sinais e sintomas
Pode causar lesões císticas nos ossos, geralmente danificando os metacarpos, falanges, ossos do quadril, fêmur e coluna vertebral. Quando causa compressão medular pode resultar em paraplegia  Foi descrita por von Recklinghausen em 1882.
Seus princiais sintomas são: manchas e bolhas por toda a pele, tumores neurofibromatosos que percorrem os nervos, dor osteócopa e lesões dos ossos longos. Com a proliferação de tecido fibroblástico há aumento de osteoblastos e osteoclastos e hemorragia focal com depósitos de hemossiderina.

## Tratamento
Quando o problema é causado por tumor da paratiroide, remover parte da glândula, e injeções de vitamina D ativada são curativos. A fibrose e cistos regridem lentamente ao longo de meses ou anos. As deformidades também podem precisar de cirúrgia, que podem incluir transplantes de ossos cadavéricos.